# Дзасагту-хан
Дзасагту-хан (монг. Засагт хан, буквально — хан-правитель) — титул ветви старших потомков чингизида Гэрэсэндзэ. Аймак Дзасагту-ханов располагался в западной части Халхи. Собрание представителей родов, чуулган аймака,  собирался у озера Биндэрья-Нуур. Младшей ветвью Дзасагту-ханов являлись хотогойтские Алтан-ханы.

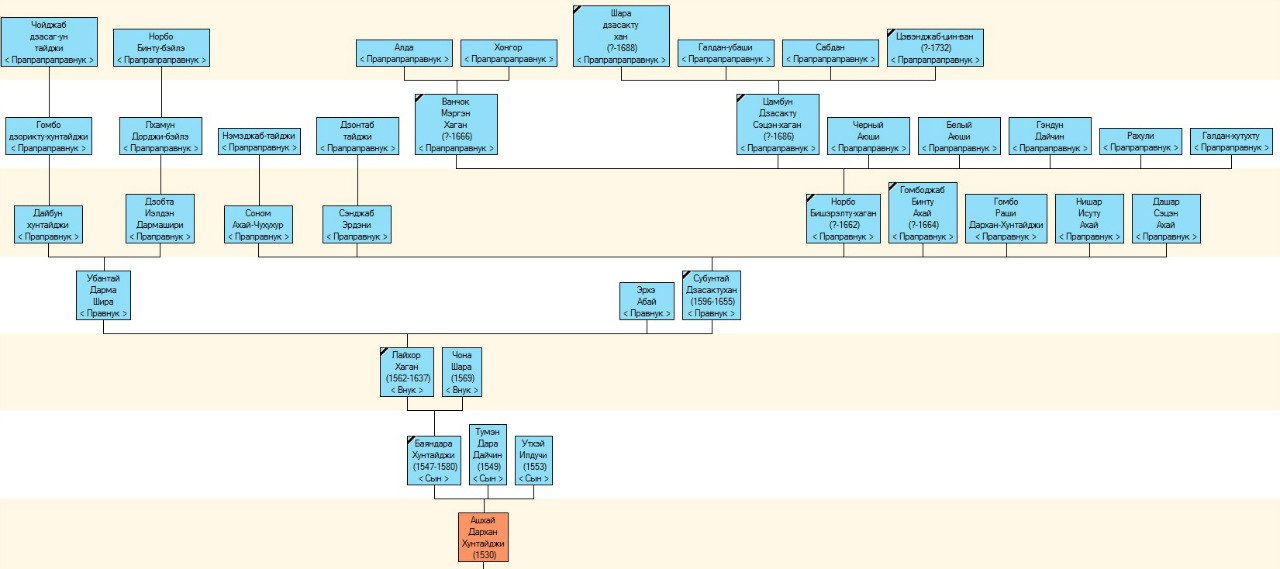
Генеалогическое древо Дзасактуханов

Дзасагту-ханский аймак (Zasagt Kan) на карте империи Цин в 1911 году.

## Дзасагту-ханы
- Баяндара, род.1547, сын Ашихая Дархан-хунтайжа Халхасского, хунтайж отоков Унэгэд (Олхонуд) и Джалаир —1580
- Лайхор, род.1562, сын Баяндары, Сайн Дзасагту-хан 1580—1637
- Субадай, род.1596, сын Лайхора, Богдо Дзасагту-хан 1637—1655
- Норбо, сын Субадая, Эрдэни Биширэлту Дзасагту-хан 1655—1662
- Гомбожав, сын Субадая, Бинту Ахай Дзасагту-хан 1662—1664
- Ванчук, сын Норбо, Мэргэн Дзасагту-хан 1664—1666
- Джамбун, сын Норбо, Сэцэн Дзасагту-хан 1666—1686
- Шара, сын Джамбуна, Дзасагту-хан 1686—1688
- Цэвэнжав, сын Джамбуна, Дзасагту-хан 1688—1732
- Сэлэнгэмил, сын Джамбуна, Дзасагту-хан 1732—1743
- Балдар, сын Сэлэнгэмила, Дзасагту-хан 1743—1761
- Цэвэнбалзай, Дзасагту-хан 1761—1792
- Бунирадна, Дзасагту-хан 1792—1823
- Манибазар, Дзасагту-хан 1823—1840
- Цэрэндондуб, Дзасагту-хан 1840—1877
- Доржпалам, Дзасагту-хан 1877—1898
- Содномравдан, Дзасагту-хан 1898—1912
- Агванцэрэн, Дзасагту-хан 1912—1915

## Административное деление аймака Дзасагту-ханов
| Название хошуна                | Год образования | Количество сум | Титул дзасага        | Первый владетель | Династическая связь                                                                               |
| ------------------------------ | --------------- | -------------- | -------------------- | ---------------- | ------------------------------------------------------------------------------------------------- |
| Баруун гарын зуун              | 1691            | 3              | хан                  | Цэвэнжав         | сын Джамбуна                                                                                      |
| Зуун гарын баруун              | 1691            | 1              | тушээ гун            | Цотбаилдэн       | сын Убантая, сына Лайхора                                                                         |
| Зуун гарын хойт                | 1691            | 1              | туслагч гун          | Сономиш          | сын Доржа, сына Цэрэна, сына Хонгора, сына Тубэта, сына Ноёнтая, сына Гэрэсэндзэ                  |
| Зуун гарын омнод               | 1691            | 1              | туслагч гун          | Гунзэн           | сын Цэрэнгомбо, сына Бадмы, сына Тубэта, сына Ноёнтая, сына Гэрэсэндзэ                            |
| Баруун гарын баруун            | 1691            | 1              | туслагч гун          | Бухубай          | сын Цэбдэндоржа, сына Цэрэнжая, сына Хонгора, сына Тубэта, сына Ноёнтая, сына Гэрэсэндзэ          |
| Баруун гарын омнод             | 1691            | 1,5            | тэргуун зэргийн тайж | Уржин            | сын Цахажава, сына Хонгора, сына Тубэта, сына Ноёнтая, сына Гэрэсэндзэ                            |
| Баруун гарын хойт              | 1691            | 1              | тэргуун зэргийн тайж | Эрдэнэгомбо      | сын Дайбуна, сына Убантая, сына Лайхора                                                           |
| Дундад баруун гарын адгийн дэд | 1692            | 1              | тэргуун зэргийн тайж | Намринсамбу      | сын Олжийта, сына Лувсанцэрэна, сына Гомбоилдэна, сына Шолоя, сына Тумэндары, сына Ашихая         |
| Дундад зуун гарын зуун         | 1694            | 2              | доло бэйлэ           | Гэндун           | сын Дорждая, сына Шолоя, сына Тумэндары, сына Ашихая                                              |
| Баруун гарын хойт адаг         | 1697            | 1              | тэргуун зэргийн тайж | Хамар Дайчин     | сын Эрха, сына Гур Номча, сына Хонгора, сына Тубэта, сына Ноёнтая, сына Гэрэсэндзэ                |
| Дундад баруун гарын адаг       | 1714            | 2              | туслагч гун          | Доншиг           | сын Мэд Зоригта, сына Данжина, сына Тангута, сына Чиндаана, сына Отхона, сына Гэрэсэндзэ          |
| Баруун гарын баруун адаг       | 1724            | 1              | туслагч гун          | Шагжаа           | сын Дорждая, сына Шолоя, сына Тумэндары, сына Ашихая                                              |
| Зуун гарын хойт адаг           | 1726            | 1              | тэргуун зэргийн тайж | Идамжав          | сын Гунзэна, сына Цэрэнгомбо, сына Бадмы, сына Тубэта, сына Ноёнтая, сына Гэрэсэндзэ              |
| Зуун гарын дундад              | 1728            | 1              | тушээ гун            | Аравтан          | сын Убантая, сына Лайхора                                                                         |
| Дундад баруун гарын зуун       | 1755            | 1              | тэргуун зэргийн тайж | Пурэвцэрэн       | внук Багсама, сына Бундаракжи, сына Тангута, сына Чиндаана, сына Отхона, сына Гэрэсэндзэ          |
| Дундад зуун гарын баруун       | 1756            | 1              | туслагч гун          | Цэвэгжав         | сын Убаши, сына Лувсандаша, сына Дорждая, сына Шолоя, сына Тумэндары, сына Ашихая                 |
| Зуун гарын зуун                | 1756            | 1              | тэргуун зэргийн тайж | Норбо            | сын Намжилдоржа, сына Сура, сына Саран Ахая, сына Дамбы, сына Нубы, сына Дэлдэна, сына Гэрэсэндзэ |
| Дундад зуун гарын адаг         | 1757            | 1              | тэргуун зэргийн тайж | Дашпунцук        | сын Тубы, сына Дорждая, сына Шолоя, сына Тумэндары, сына Ашихая                                   |